# St. Bonifatius (Gehrden)

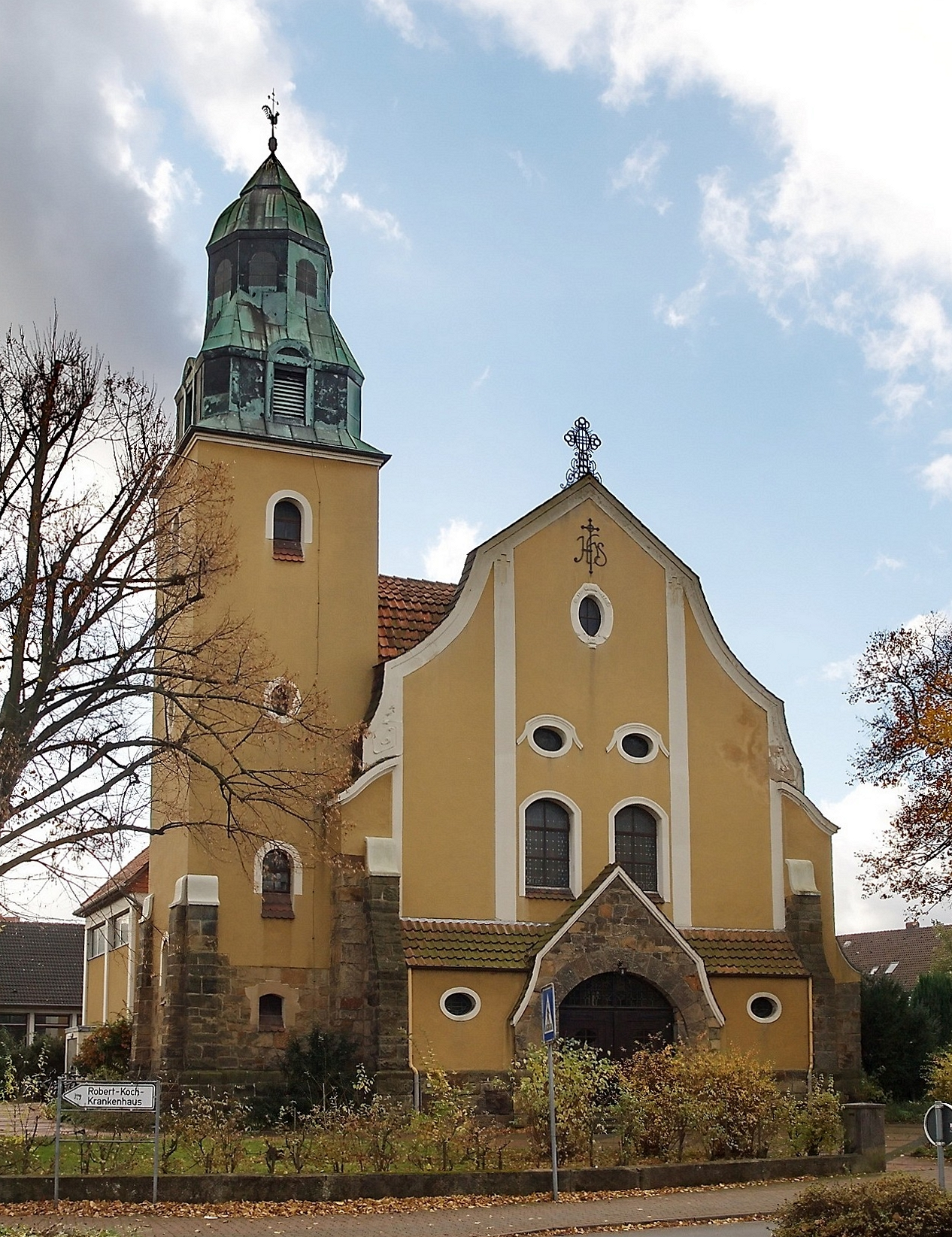
Pfarrkirche St. Bonifatius in Gehrden

St. Bonifatius ist die katholische Pfarrkirche in Gehrden, Region Hannover. Sie wurde 1910/11 nach Plänen von Maximilian Jagielski in neobarocken Formen erbaut und am 25. Juni 1911 durch Bischof Adolf Bertram geweiht. 1980/81 erhielt sie durch Renovierung und Erweiterung die heutige Gestalt. Die Kirche befindet sich in der Gartenstraße 45, das benachbarte Pfarramt im Stadtweg 3. Ihre gleichnamige Pfarrgemeinde gehört zum Dekanat Hannover des Bistums Hildesheim. Zu ihr gehört heute auch die St.-Hubertus-Kirche in Wennigsen.

## Geschichte
St. Bonifatius war die achte katholische Kirche, die nach der Reformation im Raum Hannover gebaut wurde. Auch in Gehrden hatten die Ansiedlung von Industriebetrieben und begleitende Infrastrukturmaßnahmen zum Anwachsen des katholischen Bevölkerungsteils geführt. Dennoch stieß der Kirchbauplan, den Wilhelm Maxen als Pfarrer der Mutterkirche St. Godehard maßgeblich vorantrieb, auf erheblichen Widerstand und konnte schließlich nur am äußersten Rand des Ortes verwirklicht werden. Das Patrozinium erinnert an den heiligen Bonifatius als „Apostel der Deutschen“.
Am 1. Juni 1920 wurde Gehrden eine selbständige Kirchengemeinde. Die Heimatvertriebenen nach dem Zweiten Weltkrieg vergrößerten die Gemeinde um ein Vielfaches und führten zur Errichtung mehrerer Filialgemeinden mit eigenen Kirchen in den umliegenden Ortschaften. Am 1. Januar 1962 wurde die Kirchengemeinde Gehrden zur Pfarrei erhoben. 1980/81 wurde die St.-Bonifatius-Kirche bedeutend erweitert. Am 24. Juli 2014 wurde die Filialkirche St. Christophorus in Holtensen profaniert. Seit dem 1. November 2014 gehört auch die St.-Barbara-Kirche in Barsinghausen mit zur Pfarrei St. Bonifatius.

## Architektur und Ausstattung

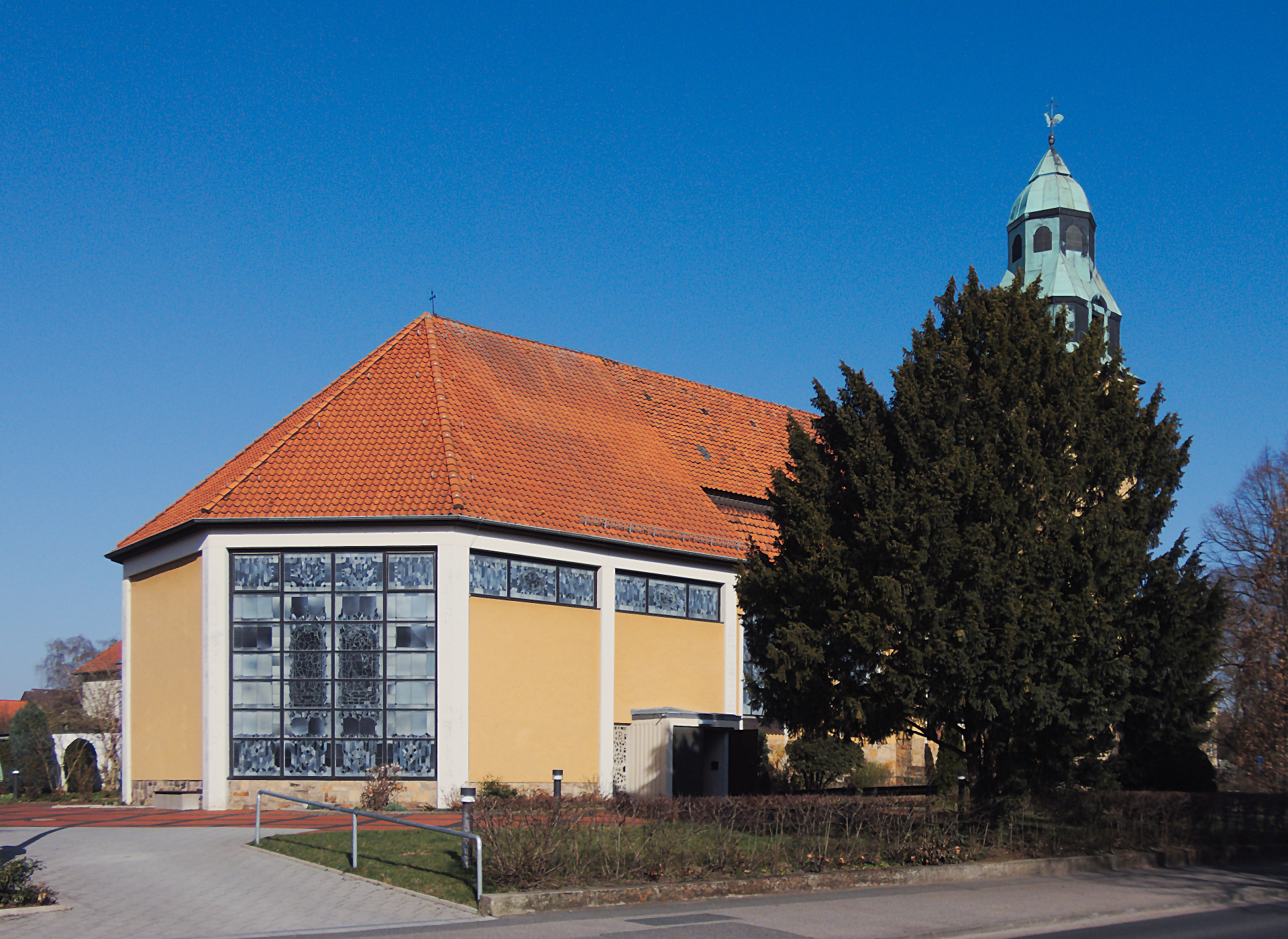
Erweiterungsbau von St. Bonifatius

Die Außenwirkung der in rund 69 Meter Höhe über dem Meeresspiegel gelegenen Kirche ist bestimmt durch die gelbe Farbgebung mit weißen Rändern, Lisenen und Laibungen. Die Schauseite mit einem mehrfach geschwungenen Giebel, Kreis- und Rundbogenfenstern und repräsentativem Portal weist nach Norden. Sie wird von dem quadratischen, kupferhaubenbekrönten Turm flankiert. Vom ursprünglichen Langhaus sind nur zwei Joche erhalten. Daran schließt sich der moderne Erweiterungsbau an, der breiter ist und auf der Altarseite einen polygonalen Abschluss mit großen Fensterwandflächen aufweist. In diese sind die originalen historistischen Bleiglasfenster eingesetzt. Im Inneren befindet sich hier die moderne Altarinsel mit Altar und Ambo vor dem originalen neobarocken Hochaltarretabel.

## Orgel
Die 1913 durch Herzog Ernst August gestiftete Orgel von Furtwängler & Hammer wurde 1992 durch einen Neubau von G. Christian Lobback ersetzt. Das Instrument hat 18 Register auf zwei Manualen und Pedal mit mechanischer Spiel- und Registertraktur.
| I Hauptwerk C–g3 |    |
| Prinzipal        | 8′ |
| Rohrflöte        | 8′ |
| Oktave           | 4′ |
| Superoktave      | 2′ |
| Mixtur IV        |    |
| Trompete         | 8′ |

| II Brustwerk C–g3 |    |
| Gedackt           | 8′ |
| Blockflöte        | 4′ |
| Prinzipal         | 2′ |
| Sesquialtera II   |    |
| Sifflöte          | 1′ |
| Tremulant         |    |

| Pedal C–f1 |     |
| Subbass    | 16′ |
| Oktave     | 8′  |
| Gedackt    | 8′  |
| Choralbass | 4′  |
| Fagott     | 16′ |
| Trompete   | 8′  |

- Koppeln: II/I, I/P, II/P